# Heure au Rwanda
L'heure au Rwanda est donnée par un seul fuseau horaire, l'heure d'Afrique centrale,. Le Rwanda n'observe pas l'heure d'été.
Dans la base de données des fuseaux horaires IANA, le Rwanda fait partie du fichier zone.tab – Africa/Kigali. 
ISO 3166-2:RW fait référence au code pays ISO 3166-1 alpha-2 du pays. Données pour Rwanda directement à partir de zone.tab de la base de données de fuseaux horaires IANA, les colonnes marquées d'un, sont les colonnes de zone tab lui-même[incompréhensible].